# Natação nos Jogos Pan-Americanos de 2007 - 200 m costas masculino
O evento dos 200 m costas masculino nos Jogos Pan-Americanos de 2007 foi realizado no Rio de Janeiro, Brasil, nos dias 18 e 19 de julho de 2007.

## Medalhistas
| Ouro   | BRA Thiago Pereira |
| Prata  | USA Tyler Clary    |
| Bronze | BRA Lucas Salatta  |

## Resultados
| Posição | Nadador                | Semifinais | Semifinais | Final   |
| Posição | Nadador                | Tempo      | Posição    | Tempo   |
| ------- | ---------------------- | ---------- | ---------- | ------- |
| 1       | Thiago Pereira (BRA)   | 2:02.60    | 6          | 1:58.42 |
| 2       | Tyler Clary (USA)      | 1:58.78    | 1          | 1:59.24 |
| 3       | Lucas Salatta (BRA)    | 2:00.04    | 3          | 1:59.51 |
| 4       | Matthew Hawes (CAN)    | 1:59.29    | 2          | 1:59.75 |
| 5       | Charles Francis (CAN)  | 2:00.84    | 5          | 2:00.64 |
| 6       | Omar Pinzón (COL)      | 2:03.25    | 8          | 2:02.06 |
| 7       | Ian Clark (USA)        | 2:00.61    | 4          | 2:02.27 |
| 8       | Nicholas Neckles (BAR) | 2:03.60    | 9          | 2:04.27 |
|         |                        |            |            |         |
| 9       | Bradley Ally (BAR)     | 2:02.71    |            |         |
| 10      | Pedro Medel (CUB)      | 2:06.59    |            |         |
| 11      | Joaquin Belza (ARG)    | 2:06.85    |            |         |
| 12      | Brett Fraser (CAY)     | 2:07.23    |            |         |
| 13      | David Rodriguez (CUB)  | 2:07.74    |            |         |
| 14      | Reymer Vezga (VEN)     | 2:09.45    |            |         |
| 15      | Kieran Locke (ISV)     | 2:10.53    |            |         |